# 324 a.C.

## Eventos
- Lúcio Papírio Cursor é nomeado ditador em Roma e escolhe Quinto Fábio Máximo Ruliano como seu mestre da cavalaria. É o segundo ano ditatorial em Roma, no qual não se elegeram cônsules.
- Continua a Segunda Guerra Samnita.
- 114a olimpíada: Micinas de Rodes, vencedor do estádio.[1]